# Sixes River Indijanci
Kwatami (Sixes River Indijanci, Sixes, Quatomah, Port Orford vlastiti), Pleme američkih Indijanaca porodice Athapaskan nastanjeno u 19. stoljeću na i blizu Sixes Rivera. Parish ih 1855. locira u tri sela od kojih se jedno nalazilo blizu ušća Flores Creeka (Flores Creek Indijanci; Kosotshe ili Luckkarso), drugo na Sixes riveru (Sixes River Indijanci) i treće u Port Orfordu (Port Orford Indijanci, kod Swantona Kaltsergheatunne).
1854. glavni poglavica bio je Hahhultalah na Sixes Riveru, a podpoglavica Tayonecia u Port Orfordu. Svih skupa bilo ih je 154 (1854) po Ind. Aff. Rep. (1855), i to 53 muškarca, 45 žena, 22 dječaka i 23 djevojčice.
Berreman (1937) navodi Kwatame kao jednu od 7 glavnih grupa Tututnija, aostalih 6 su po njemu: Euchre Creek (Yukichetunne); Mikonotunne; Pistol River (Chetleschantunne); Joshua; Tututunne (Tututni); Kwaishtunne (Khustenete, Khwaishtunnetunne, Wishtenatin).
Danas su dio konfederacije Siletz.
Ostali nazivi i varijante imena su: Godamyon (Framboise, 1835), Klantlalas (možda identični), Quatomah i razne varijante, Six, Sixes i varijante, Saquaacha (Schoolcraft, 1857), Se-queh-cha (Gibbs).